# Tartós szegfű
A tartós szegfű vagy pótharaszti szegfű (Dianthus diutinus) a szegfűvirágúak (Caryophyllales) rendjébe, ezen belül a szegfűfélék (Caryophyllaceae) családjába tartozó endemikus magyar faj.

## Megjelenése
20-60 cm magas, nyúlánk termetű. A gyöktörzsből több, el nem ágazó szárat fejleszt, melyek hamvas szürkék, viaszosak, deresek. Levelei szálasak, átellenes állásúak, tövükön hüvellyé összenőttek, kihegyezett csúcsúak, ép szélűek. A szár aljától a csúcs felé haladva méretük csökken, és ritkulnak. A 2-15 virág tömött csomókban vagy ritkábban egyesével ülnek, a szirom rózsaszín, lemeze 5–8 mm hosszú, tompa fogacskás, kopasz. A csésze lemeze finoman barázdált, 1,5 cm hosszú, fehéreslila-pirosló, a csészefogak tompák, nagyon keskeny hártyás szegélyben végződnek. A murvalevelek barnásfehérek, visszás tojásdadok, vagy majdnem kerekdedek, vékony, hártyás szegélyűek és szálkában végződnek.

## Élőhelye, elterjedése
A tartós szegfű élőhelyét a meszes homokpusztai gyepek alkotják az Alföldön.

A Kiskunsági Nemzeti Park illetékességi területén Bodoglári homokbuckáknál (Kiskunmajsa), valamint Bócsa térségében, mindössze 25-30 négyzetkilométernyi területen összpontosul az ismert állomány 85%-a. A harmadik legnagyobb állománya a Duna–Ipoly Nemzeti Park illetékességi területén, Csévharaszt külterületen található.

Néhány száz töves, illetve szórványos előfordulási adatai ismeretesek még Harkakötöny, Tázlár, Ásotthalom, Nagykőrös térségéből. Fülöpházán egy kísérletképpen mesterségesen áttelepített, állománya tenyészik 1998 óta.

2007 és 2011 között mintegy 19 ezer egyeddel sikerült növelni a természetes populációt a Szegedi Tudományegyetem füvészkertjének jóvoltából. A fajtamentő program, valamint élőhelyén a tájidegen fajok rendszeres irtása, illetve kaszálással való visszaszorítása nyomán e növényfaj egyedszáma 2017-re megközelítette a százezer darabot.
| Terület     | Egyedszám | A teljes állomány %-a |
| ----------- | --------- | --------------------- |
| Bodoglár    | 8000      | 57,1%                 |
| Bócsa       | 3500      | 25,0%                 |
| Csévharaszt | 800       | 5,7%                  |
| Nagykőrös   | 550       | 3,9%                  |
| Harkakötöny | 490       | 3,5%                  |
| Ócsa        | 300       | 2,1%                  |
| Ásotthalom  | 160       | 1,1%                  |
| Fülöpháza   | 12        | 0,1%                  |